# Videografia de Girls' Generation
Esta é a videografia do girl group sul-coreano Girls' Generation. O grupo está ativo desde a sua estreia em 2007, sendo composto atualmente por oito integrantes: Taeyeon, Sunny, Yoona, Yuri, Hyoyeon, Seohyun, Tiffany e Sooyoung. A ex-membro Jessica esteve no grupo de seu início até 2014, quando foi retirada do grupo devido a conflitos de horários entre suas demais atividades profissionais e as que diziam respeito ao grupo.

## Videografia oficial

### Videoclipes
| Ano  | Título em Inglês          | Título em Coreano/Japonês | Duração | Notas |
| ---- | ------------------------- | ------------------------- | ------- | --- |
| 2007 | Into The New World        | "다시 만난 세계"          | 4:53    | Canção de Estreia do Grupo |
| 2007 | Girls' Generation         | "소녀시대"                | 3:56    | Originalmente cantada por Lee Seung-cheol |
| 2008 | Kissing You               |                           | 3:21    | |
| 2008 | Baby Baby                 |                           | 3:24    | |
| 2008 | Love Hate                 | "오빠 나빠"               | 3:49    | Cantada pela subunit JeTiSeo (composta por Jessica, Tiffany e Seohyun)                                                                                               |
| 2009 | Gee                       |                           | 3:55    | |
| 2009 | Gee (Color Version)       |                           | 3:17    | Dance Version |
| 2009 | Gee (White Version)       |                           | 3:20    | Dance Version |
| 2009 | Way To Go!                | "힘 내!"                  | 3:02    | |
| 2009 | Tell Me Your Wish (Genie) | "소원을 말해봐"           | 4:01    | |
| 2010 | Oh!                       |                           | 3:34    | Korean Version |
| 2010 | Run Devil Run             | "런데빌런"                | 3:28    | Short Version |
| 2010 | Run Devil Run             | "런데빌런"                | 3:47    | Story Version |
| 2010 | Genie                     |                           | 4:25    | Japanese Version |
| 2010 | Genie                     |                           | :313    | Japanese Dance Version |
| 2010 | Gee                       |                           | 3:35    | Japanese Version |
| 2010 | Gee                       |                           | 3:22    | Japanese Dance Version |
| 2010 | Hoot                      | "훗"                      | 4:13    | |
| 2010 | Hoot                      | "훗"                      | 3:18    | Dance Version |
| 2010 | Genie                     |                           | 3:30    | 3D Version |
| 2011 | Beautiful Girls           |                           | 3:57    | Cantada por Yoo Young-jin |
| 2011 | Run Devil Run             |                           | 3:36    | Japanese Version |
| 2011 | Run Devil Run             |                           | 3:24    | Japanese Dance Version |
| 2011 | Mr. Taxi                  |                           | 3:46    | Japanese Version |
| 2011 | Mr. Taxi                  |                           | 3:37    | Japanese Dance Version |
| 2011 | Echo                      |                           | 3:32    | |
| 2011 | Run Devil Run             |                           | 3:57    | 3D Version |
| 2011 | Bad Girl                  |                           | 4:05    | Japanese Version |
| 2011 | The Boys                  |                           | 5:20    | Korean Version |
| 2011 | The Boys                  |                           | 5:20    | English Version |
| 2012 | Time Machine              |                           | 5:38    | Japanese Version |
| 2012 | Twinkle                   |                           | 4:21    | Cantada pela subunit TTS, também conhecida como TaeTiSeo (Composta por Taeyeon, Tiffany e Seohyun)                                                                   |
| 2012 | OMG (Oh My God)           |                           | 3:27    | Cantada pela subunit TTS, também conhecida como TaeTiSeo (Composta por Taeyeon, Tiffany e Seohyun)                                                                   |
| 2012 | Paparazzi                 |                           | 6:36    | Long version |
| 2012 | Paparazzi                 |                           | 4:10    | Close Up version |
| 2012 | Paparazzi                 |                           | 3:53    | Dance Version |
| 2012 | Paparazzi                 |                           | 3:56    | Dance Version Gold Edition |
| 2012 | All My Love Is For You    |                           | 4:07    | Japanese Version |
| 2012 | Oh!                       |                           | 4:11    | Japanese Version |
| 2012 | Oh!                       |                           | 3:11    | Japanese Dance Version |
| 2012 | Flower Power              |                           | 3:42    | Japanese Version |
| 2012 | Flower Power              |                           | 3:23    | Japanese Dance Version |
| 2012 | Dancing Queen             |                           | 4:23    | Cover da música Mercy, da cantora galesa Duffy. O vídeo foi gravado em 2008, mas apenas veio a público 4 anos depois.                                                |
| 2013 | I Got A Boy               |                           | 5:05    | O vídeo mais acessado do grupo na plataforma YouTube, chegando a 200 milhões de visualizações em novembro de 2017.                                                   |
| 2013 | Love & Girls              |                           | 3:37    | Japanese Version |
| 2013 | Love & Girls              |                           | 3:18    | Japanese Dance Version |
| 2013 | Galaxy Supernova          |                           | 3:42    | Japanese Version |
| 2013 | Galaxy Supernova          |                           | 3:29    | Japanese Dance Version |
| 2013 | My Oh My                  |                           | 3:26    | |
| 2013 | Beep Beep                 |                           | 3:39    | Apesar de o teaser de Beep Beep ter saído no início de 2013, o vídeo completo só foi lançado em dezembro do mesmo ano.                                               |
| 2014 | Mr. Mr.                   |                           | 4:05    | |
| 2014 | Mr. Taxi                  |                           | 3:36    | Split Screen Version |
| 2014 | Indestructible            |                           | 4:35    | Lyric Music Video |
| 2014 | Divine                    |                           | 5:33    | Vídeo sem as nove integrantes. Foi lançado antes da retirada de Jessica Jung do grupo.                                                                               |
| 2014 | Divine                    |                           | 4:18    | Vídeo com as oito integrantes. Foi lançado após a retirada de Jessica Jung do grupo.                                                                                 |
| 2014 | Holler                    |                           | 3:51    | Cantada pela subunit TTS, também conhecida como TaeTiSeo (Composta por Taeyeon, Tiffany e Seohyun).                                                                  |
| 2015 | Catch Me If You Can       |                           | 4:22    | Korean Version |
| 2015 | Catch Me If You Can       |                           | 4:21    | Japanese Version. Esta versão já estava em produção antes da retirada de Jessica Jung do grupo, portanto há duas versões do vídeo: uma com e outra sem a integrante. |
| 2015 | Party                     |                           | 3:38    | |
| 2015 | Lion Heart                |                           | 5:37    | |
| 2015 | You Think                 |                           | 3:18    | |
| 2015 | Dear Santa                |                           | 4:21    | Korean Version. Cantada pela subunit TTS, também conhecida como TaeTiSeo (Composta por Taeyeon, Tiffany e Seohyun).                                                  |
| 2015 | Dear Santa                |                           | 4:21    | English Version. Cantada pela subunit TTS, também conhecida como TaeTiSeo (Composta por Taeyeon, Tiffany e Seohyun).                                                 |
| 2016 | Sailing (0805)            |                           | 4:21    | Lyric video do single digital de comemoração do nono aniversário do grupo.                                                                                           |
| 2017 | Holiday                   |                           | 3:24    | |
| 2017 | All Night                 |                           | 7:47    | Documentary Version |
| 2017 | All Night                 |                           | 3:52    | Clean Version |
| 2018 | Lil' Touch                |                           | 3:30    | Cantada pela subunit Oh!GG (Composta por Taeyeon, Sunny, Hyoyeon, Yuri e Yoona)                                                                                      |

### Vídeo-teasers
| Ano  | Título                                           | Duração | Notas                 |
| ---- | ------------------------------------------------ | ------- | --------------------- |
| 2009 | "Tell Me Your Wish (Genie)"                      | 0:32    |                       |
| 2009 | "Chocolate Love"                                 | 0:33    |                       |
| 2010 | "Oh!"                                            | 0:31    |                       |
| 2010 | "Run Devil Run"                                  | 0:23    |                       |
| 2010 | "Tell Me Your Wish (Genie)"                      | 0:33    | Japanese Ver.         |
| 2010 | "Gee"                                            | 0:31    | Japanese Ver.         |
| 2010 | "Hoot"                                           | 0:34    |                       |
| 2011 | "Visual Dreams"                                  | 0:30    |                       |
| 2011 | "All About Girls' Generation Paradise in Phuket" | 5:09    | Teaser 1              |
| 2011 | "All About Girls' Generation Paradise in Phuket" | 6:02    | Teaser 2              |
| 2011 | "Bad Girl"                                       | 0:23    |                       |
| 2011 | "The Boys"                                       | 0:30    | Image Teaser 1        |
| 2011 | "The Boys"                                       | 1:08    | Image Teaser 2        |
| 2011 | "The Boys"                                       | 0:16    | Teaser 1 Korean Ver.  |
| 2011 | "The Boys"                                       | 0:16    | Teaser 1 English Ver. |
| 2011 | "The Boys"                                       | 0:31    | Teaser 2 English Ver. |
| 2011 | "The Boys"                                       | 0:31    | Teaser 2 Korean Ver.  |
| 2012 | "Twinkle"                                        | 0:17    | Taeyeon               |
| 2012 | "Twinkle"                                        | 0:17    | Tiffany               |
| 2012 | "Twinkle"                                        | 0:17    | Seohyun               |
| 2012 | "Paparazzi"                                      | 1:00    |                       |
| 2012 | "Complete Video Collection"                      | 1:00    |                       |
| 2012 | "I Got A Boy"                                    | 1:04    | Drama Ver.            |
| 2012 | "I Got A Boy"                                    | 0:26    | Dance Ver.            |
| 2013 | "Beep Beep"                                      | 1:35    |                       |
| 2014 | "Mr. Mr."                                        | 0:39    | Image Teaser          |
| 2014 | "Holler"                                         | 0:34    |                       |
| 2015 | "Catch Me If You Can"                            | 0:34    | Kor. Ver.             |
| 2015 | "Party"                                          | 0:26    |                       |
| 2015 | "Lion Heart"                                     | 0:40    |                       |
| 2015 | "You Think"                                      | 0:39    |                       |
| 2015 | "Dear Santa"                                     | 0:36    | Teaser #1             |
| 2015 | "Dear Santa"                                     | 0:32    | Teaser #2             |
| 2017 | "Holiday Night"                                  | 0:36    | Yoona                 |
| 2017 | "Holiday Night"                                  | 0:36    | Tiffany               |
| 2017 | "Holiday Night"                                  | 0:35    | Yuri                  |
| 2017 | "Holiday Night"                                  | 0:35    | Hyoeyon               |
| 2017 | "Holiday Night"                                  | 0:35    | Sooyoung              |
| 2017 | "Holiday Night"                                  | 0:35    | Seohyun               |
| 2017 | "Holiday Night"                                  | 0:34    | Taeyeon               |
| 2017 | "Holiday Night"                                  | 0:35    | Sunny                 |
| 2017 | "Holiday"                                        | 0:20    |                       |
| 2018 | "Lil' Touch"                                     | 0:19    |                       |

### Vídeos ao vivo
| Ano                                                                              | Título                                                  | Duração |
| -------------------------------------------------------------------------------- | ------------------------------------------------------- | ------- |
| 2011                                                                             |                                                         |         |
| [SMTOWN LIVE WORLD TOUR in PARIS] Girls' Generation_Genie                        | 3:53                                                    |         |
| [2011 GIRLS' GENERATION TOUR] MR.TAXI_GIRLS' GENERATION]                         | 3:35                                                    |         |
| [2011 GIRLS' GENERATION TOUR] Fun&Fun(Sweet Talking Baby)_GIRLS' GENERATION      | 3:28                                                    |         |
| [SMTOWN LIVE in TOKYO SPECIAL EDITION_Girls' Generation_Bad Girl Clip]           | 1:46                                                    |         |
| Girls' Generation_The Boys_KBS MUSIC BANK Comeback Special Stage_2011.10.21      | 3:53                                                    |         |
| Girls' Generation_Mr. TAXI_KBS MUSIC BANK Comeback Special Stage_2011.10.21      | 4:07                                                    |         |
| SMTOWN Live in New York_Girls' Generation_THE BOYS                               | 3:49                                                    |         |
| Girls' Generation_The Boys_KBS MUSIC BANK_2011.10.28                             | 3:59                                                    |         |
| Girls' Generation_The Boys_KBS MUSIC BANK_2011.11.04                             | 7:41                                                    |         |
| Girls' Generation_The Boys_KBS MUSIC BANK_2011.11.11                             | 3:59                                                    |         |
| Girls' Generation_The Boys_KBS MUSIC BANK_2011.11.18                             | 5:14                                                    |         |
| Girls' Generation_The Boys_KBS MUSIC BANK_2011.11.25                             | 6:52                                                    |         |
| Girls' Generation_The Boys_KBS MUSIC BANK_2011.12.02                             | 6:05                                                    |         |
| Girls' Generation_The Boys, MR.TAXI, Snowy Wish & Ment_KBS SKETCHBOOK_2011.12.02 | 18:51                                                   |         |
| Girls' Generation _ MR.TAXI _ KBS MUSIC BANK _ 2011.12.16                        | 3:31                                                    |         |
| Girls' Generation_Festival_ Special Stage 2011.12.30_2011 KBS Song Festival      | 1:26                                                    |         |
| Girls' Generation _ The Boys _ Special Stage 2011.12.30 _ 2011 KBS Song Festival | 5:13                                                    |         |
| 2012                                                                             | GIRLS' GENERATION-TTS_TWINKLE_KBS MUSIC BANK_2012.05.04 | 3:33    |
| 2012                                                                             | GIRLS' GENERATION-TTS_TWINKLE_KBS MUSIC BANK_2012.05.11 | 3:33    |
| 2012                                                                             | GIRLS' GENERATION-TTS_TWINKLE_KBS MUSIC BANK_2012.05.25 | 5:23    |
| 2012                                                                             | GIRLS' GENERATION-TTS__KBS Sketchbook_2012. 06. 01      | 17:58   |
| 2012                                                                             | GIRLS' GENERATION-TTS_TWINKLE_KBS MUSIC BANK_2012.06.29 | 3:25    |
| 2013                                                                             |                                                         |         |
| Girls' Generation "V CONCERT"_Dancing Queen & I GOT A BOY                        | 12:02                                                   |         |
| Girls' Generation_"Dancing Queen" & "I GOT A BOY"_KBS MUSIC BANK_2013.01.04      | 8:09                                                    |         |
| Girls' Generation_"Lost In Love" & "I GOT A BOY"_KBS MUSIC BANK_2013.01.11       | 7:36                                                    |         |
| Girls' Generation_I GOT A BOY_KBS Yoo Hee-Yeol's Sketchbook_2013.01.18           | 3:54                                                    |         |
| Girls' Generation_Lost In Love_KBS Yoo Hee-Yeol's Sketchbook_2013.01.18          | 3:45                                                    |         |
| Girls' Generation_Dancing Queen_KBS Yoo Hee-Yeol's Sketchbook_2013.01.18         | 3:39                                                    |         |
| Girls' Generation_"Genie+Hoot+Gee"_KBS Yoo Hee-Yeol's Sketchbook_2013.01.18      | 3:54                                                    |         |
| Girls' Generation_"I GOT A BOY"_KBS MUSIC BANK_2013.01.18                        | 3:49                                                    |         |
| Girls' Generation_"I GOT A BOY"_KBS MUSIC BANK_2013.01.25                        | 4:00                                                    |         |
| Girls' Generation_"I GOT A BOY"_KBS MUSIC BANK_2013.02.01                        | 3:50                                                    |         |

### Vídeos de making-of
| Ano  | Título                                                 | Duração |
| ---- | ------------------------------------------------------ | ------- |
| 2009 | Girls' Generation _ Chocolate Love – making film       | 4:13    |
| 2011 | Girls' Generation_Calendar MAKING FILM                 | 1:26    |
| 2011 | SNSD Jestina Making Film                               | 3:31    |
| 2012 | J.ESTINA & GIRLS' GENERATION Behind-the-Scenes Footage | 3:38    |
| 2012 | G-STAR RAW × GIRLS' GENERATION Behind-the-Scenes       | 2:06    |

### Vídeos de dança
| Ano  | Título                | Duração | Notas         |
| ---- | --------------------- | ------- | ------------- |
| 2009 | "Gee" (Color version) | 3:16    | Korean Ver.   |
| 2009 | "Gee" (White version) | 3:16    | Korean Ver.   |
| 2010 | "Oh!"                 | 3:16    | Practice room |
| 2010 | "Genie"               | 3:32    | Japanese Ver. |
| 2010 | "Gee"                 | 3:22    | Japanese Ver. |
| 2010 | "Hoot"                | 3:19    |               |
| 2011 | "Run Devil Run"       | 3:25    | Japanese Ver. |
| 2011 | "Visual Dreams"       | 3:32    |               |
| 2011 | "Mr Taxi"             | 3:38    |               |
| 2012 | "Paparazzi"           | 3:53    | Full version  |
| 2012 | "Paparazzi"           | 3:53    | Gold edition  |
| 2012 | "Oh!"                 | 3:12    | Japanese Ver. |
| 2012 | "Flower Power"        | 3:23    |               |
| 2013 | "Love & Girls"        | 3:18    |               |

### Comerciais
| Ano  | Título                            | Duração | Notas                                                                           |
| ---- | --------------------------------- | ------- | ------------------------------------------------------------------------------- |
| 2008 | "It's Fantastic"                  | 3:31    | Canção de JeTiSeo (Jessica, Tiffany e Seohyun); tema do jogo online "Mabinogi". |
| 2008 | "Haptic Motion"                   | 7:48    | Comercial com TVXQ para o Haptic da Samsung Anycall.                            |
| 2009 | "HaHaHa"                          | 1:20    | Campanha pública.                                                               |
| 2009 | "Chocolate Love"                  | 4:00    | Comercial para o Chocolate da LG Cyon.                                          |
| 2009 | "SEOUL"                           | 4:14    | Vídeo publicitário para a cidade de Seul, com Super Junior.                     |
| 2010 | "Cabi Song"                       | 4:28    | Comercial para o parque aquático Caribbean Bay, com 2PM.                        |
| 2010 | "LaLa"                            | 2:59    | Campanha de votação.                                                            |
| 2010 | "Cooky"                           | 3:06    | Anúncio para a LG Cyon.                                                         |
| 2010 | "Genie"                           | 3:31    | Comercial para a Samsung PAVV LED TV em 3D.                                     |
| 2011 | "Visual Dreams"                   | 3:31    | Campanha para a Intel Asia.                                                     |
| 2011 | "Dior Snow"(Tiffany)              | 1:27    | Comercial para a Christian Dior.                                                |
| 2011 | "Dior Snow"(Yuri)                 | 1:20    | Comercial para a Christian Dior.                                                |
| 2011 | "Dior Snow"(Jessica)              | 1:15    | Comercial para a Christian Dior.                                                |
| 2011 | "Dior Snow"(Sooyoung)             | 1:52    | Comercial para a Christian Dior.                                                |
| 2011 | "Dior Snow"                       | 0:49    | Comercial para a Christian Dior.                                                |
| 2012 | "J.Estina"                        | 2:44    | Comercial para a J.Estina.                                                      |
| 2012 | "Lotte Departament"               | 1:00    | Comercial para a Lotte Departament.                                             |
| 2012 | "LG 3D TV"                        | 2:26    | Comercial para a LG 3D TV.                                                      |
| 2012 | "Casio Baby G"                    | 0:49    | Comercial para o Baby G da Casio.                                               |
| 2012 | "Corso Como"                      | 0:30    | Comercial para a Corso Como.                                                    |
| 2012 | "Corso Como" (versão com Yoona)   | 0:30    | Comercial para a Corso Como.                                                    |
| 2012 | "Corso Como" (versão com Jessica) | 0:31    | Comercial para a Corso Como.                                                    |
| 2012 | "Corso Como" (versão com Yuri)    | 0:31    | Comercial para a Corso Como.                                                    |
| 2013 | "True Move H"                     | 1:33    | Comercial para a True Move H.                                                   |

## Participações em videoclipes
| Ano  | Título da canção             | Artista               | Integrante(s)     |
| ---- | ---------------------------- | --------------------- | ----------------- |
| 2004 | "Magic Castle"               | TVXQ                  | Yoona             |
| 2006 | "U"                          | Super Junior          | Yoona             |
| 2006 | "Beautiful Life"             | TVXQ                  | Yuri              |
| 2006 | "Passion (My Everything)"    | The Grace             | Yoona             |
| 2007 | "Marry U"                    | Super Junior          | Yoona             |
| 2007 | "Love Is So late, I’m Sorry" | Kim Jo Han            | Jessica           |
| 2008 | "Propose"                    | Lee Seung-Cheol       | Yoona             |
| 2008 | "Cooking? Cooking!"          | Super Junior-Happy    | Sunny             |
| 2008 | "Forever"                    | Lee Bul               | Taeyeon           |
| 2009 | "That Guy's Woman"           | 24/7                  | Yoona             |
| 2009 | "Jjarajajja"                 | Joo Hyun-Mi & Seohyun | Yuri              |
| 2009 | "Super Girl"                 | Super Junior-M        | Jessica           |
| 2009 | "Dropping the Tears"         | K.Will                | Yuri              |
| 2010 | "Oh My Goddess"              | TRAX                  | Seohyun           |
| 2010 | "Let's Go"                   | G20                   | Seohyun           |
| 2011 | "Replay" (versão em japonês) | SHINee                | Yoona             |
| 2011 | "Santa U Are The One"        | Super Junior          | Girls' Generation |
| 2012 | "I Love You, I Love You"     | Miryo                 | Sunny             |
| 2012 | "Sherlock"                   | SHINee                | Jessica           |
| 2012 | "MaxStep"                    | Younique Unit         | Hyoyeon           |